# Alfedena
Alfedena és una ciutat italiana de la província de L'Aquila a la regió dels Abruços. L'any 2007 tenia 800 habitants.

## Història
Era una ciutat samnita situada a la part alta de la vall del Sagrus. Claudi Ptolemeu diu que era una ciutat dels caracens, la tribu samnita que vivia més al nord. Era una ciutat fortament amurallada, i es menciona per primera vegada quan el cònsol romà Gneu Fulvi la va ocupar i la va destruir parcialment l'any 298 aC. Amb el nom d'Aufidena (grec antic: Αὐφιδήνα) va ser un municipi romà. Va patir, com altres ciutats del Sàmnium, els estralls de Sul·la, i va rebre una colònia en temps de Juli Cèsar. Plini el Vell diu que era una ciutat de certa importància.
La ciutat moderna és a uns 7 km de les ruïnes de l'antiga ciutat.